# Lianhuadong Shuiku
Lianhuadong Shuiku (kinesiska: 莲花洞水库) är en reservoar i Kina. Den ligger i provinsen Sichuan, i den sydvästra delen av landet, omkring 56 kilometer nordväst om provinshuvudstaden Chengdu. Lianhuadong Shuiku ligger 737 meter över havet. Arean är 0,57 kvadratkilometer. Omgivningarna runt Lianhuadong Shuiku är en mosaik av jordbruksmark och naturlig växtlighet. Den sträcker sig 0,9 kilometer i nord-sydlig riktning, och 2,3 kilometer i öst-västlig riktning.
Genomsnittlig årsnederbörd är 1 340 millimeter. Den regnigaste månaden är juli, med i genomsnitt 356 mm nederbörd, och den torraste är december, med 9 mm nederbörd.